# Aleksiej Archangielski
Aleksiej Pietrowicz Archangielski, ros. Алексей Петрович Архангельский (ur. 5 marca?/17 marca 1872, zm. 2 listopada 1959 w Brukseli) – rosyjski wojskowy (generał porucznik), ostatni szef sztabu generalnego armii rosyjskiej, generał w sztabie wojsk białych, emigracyjny działacz antykomunistyczny, przewodniczący Rosyjskiego Związku Ogólnowojskowego od 1938 r. do wojny i w okresie powojennym.

## Życiorys
W 1891 r. ukończył 2 korpus kadetów w Moskwie, w 1893 r. – 3 aleksandrowską szkołę wojenną, a w 1898 r. Nikołajewską Akademię Sztabu Generalnego. Służył jako dyżurny generał i szef oddziału dowodzenia w sztabie generalnym armii rosyjskiej, od grudnia 1907 r. w stopniu pułkownika, a od grudnia 1913 r. – generała majora. 
Brał udział w I wojnie światowej. Od 1917 r. obejmował funkcję szefa sztabu generalnego armii rosyjskiej w stopniu generała porucznika. Po zdobyciu władzy przez bolszewików w grudniu tego roku, został wyznaczony szefem zarządu osobowego sztabu głównego armii bolszewickiej. Miał on kierować werbunkiem oficerów dawnej armii carskiej. W rzeczywistości wysyłał ich na obszary Rosji opanowane przez Armię Ochotniczą gen. Antona Denikina. Rozkazem komisarza spraw wojskowych i morskich Lwa Trockiego został skierowany 15 września 1918 r. do zadań inspekcyjnych na południe kraju. 
W lutym 1919 r. udał się do Jekaterinodaru, gdzie stacjonował sztab wojsk gen. A. Denikina. Dowódca Armii Ochotniczej postawił go przed sądem wojennym za służbę w armii bolszewickiej, ale kontrwywiad nie znalazł dowodów przeciwko niemu. 26 lutego został skierowany do rezerwy przy sztabie gen. A. Denikina. 3 czerwca objął funkcję zastępcy szefa oddziału wojskowego zarządu sztabu rozpatrującego wnioski o nagrody dla oficerów. Po odwrocie wojsk białych na Krym 10 października 1920 r., został dyżurnym generałem szefa sztabu gen. Piotra Wrangla. 
Po ewakuacji z Krymu do Gallipoli w listopadzie 1920, udał się na emigrację. W 1927 r. zamieszkał w Belgii, gdzie był przedstawicielem związku oficerów sztabu generalnego b. armii rosyjskiej na ten kraj. Od 20 marca 1938 r. stał na czele Rosyjskiego Związku Ogólnowojskowego (ROWS). 
Okres II wojny światowej spędził w Brukseli, reprezentując środowiska białych Rosjan w Belgii i Francji wobec Niemców. Po wyzwoleniu Belgii przez aliantów w 1944 r., Sowieci zażądali wydania go, ale bez rezultatu. Reaktywował ROWS. Do 27 stycznia 1957 r. był jego przewodniczącym, przekazując funkcję gen. Aleksiejowi A. von Lampe. Zmarł 2 listopada 1959 r.